# أيشي كودو
أيشي كودو (باليابانية: 工藤栄一؛ بالكانا: くどう えいいち) هو مخرج ياباني، ولد في 17 يوليو 1929 في هوكايدو في اليابان، وتوفي في 23 سبتمبر 2000 في كيوتو في اليابان بسبب نزف مخي.

## وصلات خارجية
- أيشي كودو على موقع IMDb (الإنجليزية)
- أيشي كودو على موقع ألو سيني (الفرنسية)
- أيشي كودو على موقع أول موفي (الإنجليزية)
- أيشي كودو على موقع قاعدة بيانات الفيلم (الإنجليزية)
- أيشي كودو على موقع كينوبويسك (الروسية)